# 줄리엣 버크
줄리엣 버크(Juliet Burke)는 미국의 드라마 로스트의 등장인물이다. 시즌 3에 처음 소개되었으며, 시즌 6에 사망하였다.
- 엘리자베스 미첼은 《로스트》에서 임신전문의 줄리엣 버크 역으로 출연한다. 시즌 3, 4, 5, 6에서 모두 49편의 에피소드에 등장한다.
- 줄리엣은 섬의 아더스가 고용한 임신 전문의이다. 이 섬에서는 어찌된 일인지 임신과 출산이 전혀 이루어지지 않는다. 오세아닉 815편의 클레어와 선이 임신하였기에 아더스는 이들에게도 관심을 갖는 것이다. 줄리엣은 아더스의 굿윈과 관계를 발전시켜 나가지만 줄리엣을 사랑하는 벤은 질투심에 안나 루시아를 시켜 굿윈을 죽인다. 줄리엣은 벤의 지시에 따라 사로잡힌 잭, 소이어, 케이트를 심문하게 되지만 그들을 도와 815편 생존자에게 돌아가게 한다. 이후 벤에 의해 오세아닉 생존자 일행에게 보내진 줄리엣은 잭에게 호감을 품게 된다. 오세아닉 식스가 섬을 떠날 때 그녀는 섬에 남는다. 그들이 다시 돌아왔을 때 그녀는 1970년대의 섬에 머물고 있었으며 달마 이니셔티브의 기술자(차량정비공)으로 일한다. 그러면서 소이어와 연인관계이다. 섬의 상황을 돌이켜놓기 위한 마지막 수단으로 다니엘 페러데이가 수소폭탄을 터뜨리는 것을 제의하자 줄리엣이 마지막에 그 일을 처리하며 장렬하게 최후를 맞이한다.